# Suren Nałbandian
Suren Rubenowicz Nałbandian (ros. Сурен Рубенович Налбандян, orm. Սուրեն Նալբանդյան; ur. 3 czerwca 1956 w Geghard) – radziecki zapaśnik walczący w stylu klasycznym. Dwukrotny olimpijczyk. Złoty medalista z Montrealu 1976 i czwarty w Moskwie 1980. Startował w wadze do 68 kg.
Mistrz Europy w 1977. Mistrz ZSRR w 1975, 1976, 1977, 1979 i 1980 roku.